# (1091) Spiraea
(1091) Spiraea es un asteroide que forma parte del cinturón exterior de asteroides y fue descubierto por Karl Wilhelm Reinmuth desde el observatorio de Heidelberg-Königstuhl, Alemania, el 26 de febrero de 1928.

## Designación y nombre
Spiraea se designó al principio como 1928 DT.
Más tarde fue nombrado por la Spiraea, un género de plantas de la familia de las rosáceas.

## Características orbitales
Spiraea está situado a una distancia media de 3,419 ua del Sol, pudiendo acercarse hasta 3,207 ua y alejarse hasta 3,631 ua. Su excentricidad es 0,06205 y la inclinación orbital 1,156°. Emplea en completar una órbita alrededor del Sol 2309 días.